# الیوت چارلز
الیوت چارلز (انگلیسی: Elliott Charles؛ زادهٔ ۱ آوریل ۱۹۹۰) بازیکن فوتبال اهل بریتانیا است.
از باشگاه‌هایی که در آن بازی کرده‌است می‌توان به باشگاه فوتبال ایست‌بورن بورو، باشگاه فوتبال کونکورد رانجرز، باشگاه فوتبال هندون، باشگاه فوتبال استاینز تاون، باشگاه فوتبال همل همپستید تاون، باشگاه فوتبال هاوانت و واترلوویل، باشگاه فوتبال ابسفلیت یونایتد، باشگاه فوتبال کترینگ تاون، باشگاه فوتبال بارنت، باشگاه فوتبال فارن‌بورو، باشگاه فوتبال لوس، و باشگاه فوتبال دوور اتلتیک اشاره کرد.
وی همچنین در تیم ملی فوتبال گرنادا بازی کرده‌است.